# Ван Бек, Лотте
Шарлотте Виллемейн «Лотте» ван Бек (нидерл. Charlotte Willemijn "Lotte" van Beek, род. 9 декабря 1991 года) — голландская конькобежка. Олимпийская чемпионка и бронзовый призёр зимних Олимпийских игр 2014 года, серебряный призёр зимних Олимпийских игр 2018 года. Серебряный призёр чемпионата мира 2013 года. Чемпионка и неоднократная призёр чемпионата мира среди юниоров 2010 и 2011 годов, многократная призёр чемпионата Нидерландов.

## Биография
Лотте ван Бек родилась в спортивной семье. Её родители регулярно катались на коньках по натуральному льду, и она ходила с ними, начав кататься в возрасте 3-х лет. Однажды друг семьи посоветовал отдать Лотте в конькобежную школу. Она начала заниматься конькобежным спортом в 1997 году в ледовом клубе "Deventer Ice Club".
Она начала выступления на юниорских чемпионатах Нидерландов в 2006 году, а уже с 2008 по 2011 год становилась чемпионом в классическом многоборье среди юниоров. В 2009 году выиграла чемпионат на отдельных дистанциях на дистанциях 500, 1000, 1500 и 3000 м. На чемпионате мира среди юниоров дебютировала в 2010 году, где стала 2-й на 500 метров и выиграла дистанции 1000, 1500 и 3000 метров, а также победив по сумме многоборья и в командной гонке. В 2011 году на чемпионате мира среди юниоров стала третьей.
В 2010 году приняла участие на чемпионате мира в спринтерском многоборье в Обихиро, где стала 15-й. В ноябре 2012 года стала 2-й на дистанциях 1000 и 1500 м на чемпионате Нидерландов, получив возможность принять участие на первых этапах Кубка мира. На первых стартах в Кубке мира сразу завоевала подиумы, став 3-й на 1000 и 1500 метров на первом этапе Кубка мира и на 4-м этапе выиграв серебро на 1000 м.
На чемпионате мира по многоборью в Хамаре заняла 7-е место и дебютировала на чемпионате мира на отдельных дистанциях в Сочи, куда отобралась только на дистанцию 1500 метров и заняла там 2-е место. В 2014 году на зимних Олимпийских играх в Сочи ван Бек заняла 3-е место в забеге на 1500 м, завоевала "золото" в командной гонке и стала 5-й на 1000 м и 16-й на 500 м.
В апреле 2014 года она отправилась кататься на лыжах и на склоне подвернула колено, порвав крестообразную связку. В течение 3-х сезонов она проходила реабилитацию и не участвовала в международных соревнованиях. В начале сезона 2016/17 она ушла из команды "Corendon" и выступала за команду "Лото-Джамбо" под руководством тренера Джейка Ори. Но Лотте заболела болезнью Пфайффера, её тело истощилось и она была физически уставшей, поэтому "Лото-Джамбо" с ней расторгла контракт.
Прорыв произошёл в сезоне 2017/18, когда Лотте перешла в команду "TalentNED". Сначала заняла 3-е место в беге на 1500 м в Херенвене и Ставангере на Кубке мира, затем 2-е место в беге на 1500 м на отборочном олимпийском турнире и прошла квалификацию на олимпиаду в Корее, а в январе 2018 года Лотте одержала впечатляющую победу на дистанции 1500 метров с результатом 1:55,52 сек на чемпионате Европы в Коломне.
В феврале 2018 года Лотте участвовала на зимних Олимпийских играх в Пхёнчхане и завоевала серебряную медаль в командной гонке преследования, а на дистанциях 1500 м и 500 м заняла 4-е и 23-е место соответственно. В феврале 2019 года на этапе Кубка мира в Хамаре Лотте завоевала "серебро" в забеге на 1500 м и "бронзу" на 1000 м. Летом 2019 года у неё начались проблемы с лёгкими, из-за которых она пропустила начало сезона и чемпионат Нидерландов в январе 2020 года.
В 2020 году, после 2-х лет работы в команде "TalentNED" Лотте ван Бек вновь вернулась в команду Хенка Хоспеса "Gewest Fryslân", с которым она работала в сезоне 2017/18 годах. В декабре 2021 года она не смогла пройти квалификацию на олимпиаду в Пекине, заняв 16-е место на дистанции 1500 м. В январе 2022 года заняла 12-е место на чемпионате Нидерландов в спринте, после чего Лотте ван Бек заявила о завершении карьеры.

## Личная жизнь
Лотте ван Бек увлекается хоккеем и лыжами, она училась в Херенвене в северной Академии талантов. Она также любит смотреть американские фильмы и слушать музыку.